# Le Réveil du Nord
Le Réveil du Nord è stato un quotidiano francese pubblicato a Lilla nel 1889.

## Storia
Fu fondato da un gruppo di azionisti del quotidiano repubblicano Le Progrès du Nord. Nei primi anni tenne una linea editoriale radicale e anti-boulangista che progressivamente si spostò sempre più su posizioni socialiste. Affermatosi ormai come il più importante quotidiano di sinistra del nord della Francia, nel 1894 si allineò al Partito Operaio Francese di Jules Guesde. Nel maggio 1896 il tipografo del giornale, Gustave Delory, fu eletto sindaco di Lilla. A partire dall'agosto 1898 Le Réveil du Nord iniziò a tenere una linea marcatamente dreyfusarda nell'ambito dell'affare Dreyfus.
Il giornale cessò le pubblicazioni durante la prima guerra mondiale. I suoi locali furono requisiti dalle truppe d'occupazione tedesche, che sequestrarono anche le rotative per utilizzarle per stampare la Gazette des Ardennes a Charleville. Solo nel dicembre 1918 Le Réveil du Nord poté riprendere le pubblicazioni, sotto la direzione di Eugène Guillaume.
Nel maggio 1940, durante l'offensiva tedesca, il giornale sospese nuovamente le pubblicazioni. Ricomparve però il 1º agosto successivo e con una linea editoriale collaborazionista promossa dall'editorialista Auguste Leclercq. Questo atteggiamento portò alla chiusura del giornale al momento della Liberazione. La sua proprietà sarà poi rilevata dalla nuova testata Nord Matin di Augustin Laurent.